# Galeș, Sibiu
Galeș, mai demult Galiș (în germană Gallusdorf, Galisch, Grossdorf, Krebsdorf, în maghiară Szebengálos, Gálos, Gális) este o localitate componentă a orașului Săliște din județul Sibiu, Transilvania, România.

## Obiectiv memorial
Troița Eroilor Români. Troița a fost dezvelită în anul 1936, în memoria eroilor români. Monumentul este realizat din piatră și lemn, fără să fie împrejmuit. Pe fațada Troiței sunt înscrise numele a 26 eroi români care s-au jertfit între anii 1914-1918. De asemenea sunt înscrise numele a 12 eroi români jertfiți între anii 1941-1944, urmate de un înscris comemorativ: „Glorie eternă“. 

## Monumente istorice
Biserica „Intrarea în Biserică a Maicii Domnului”

## Imagini

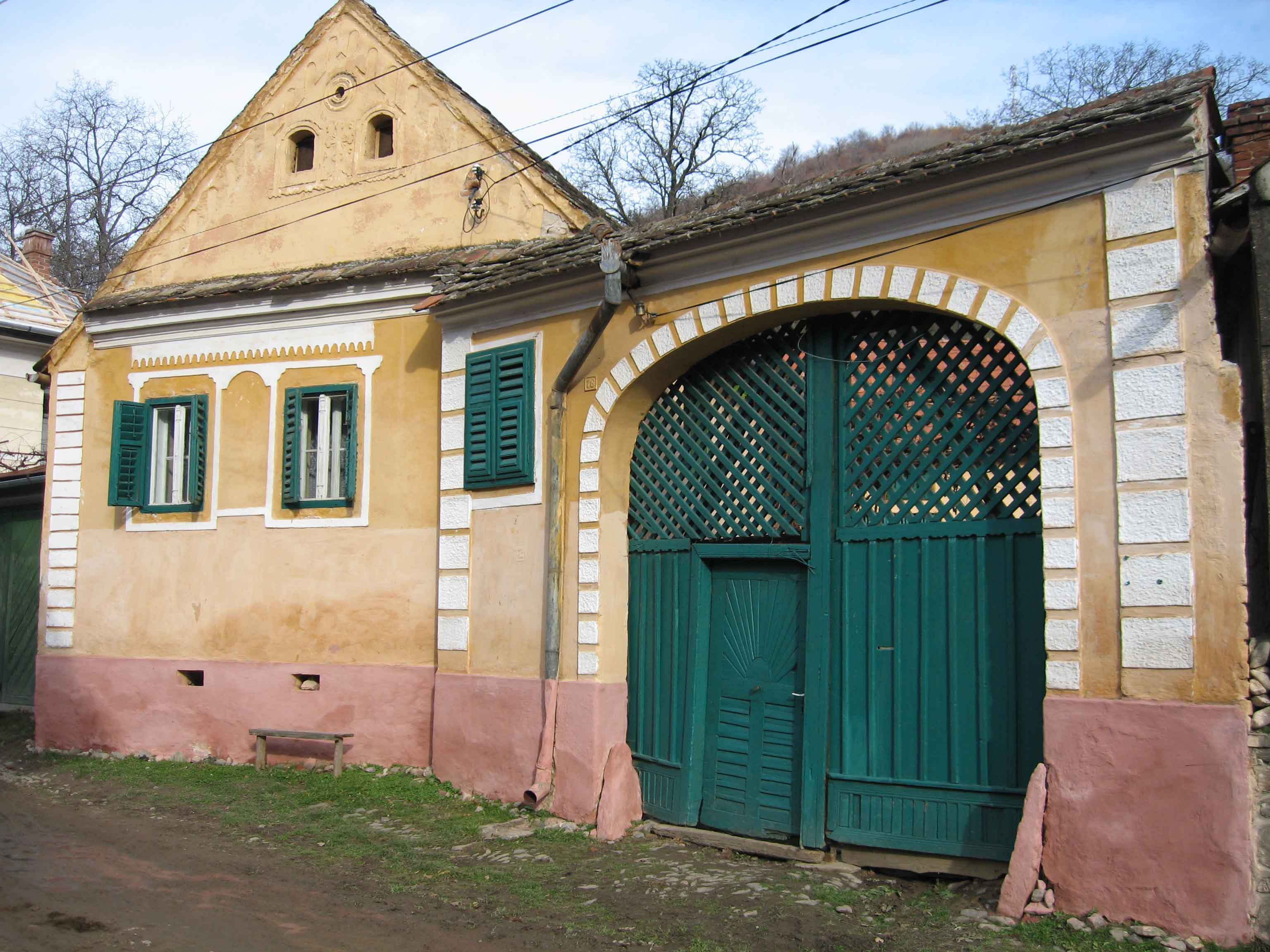
Casă tradiţională
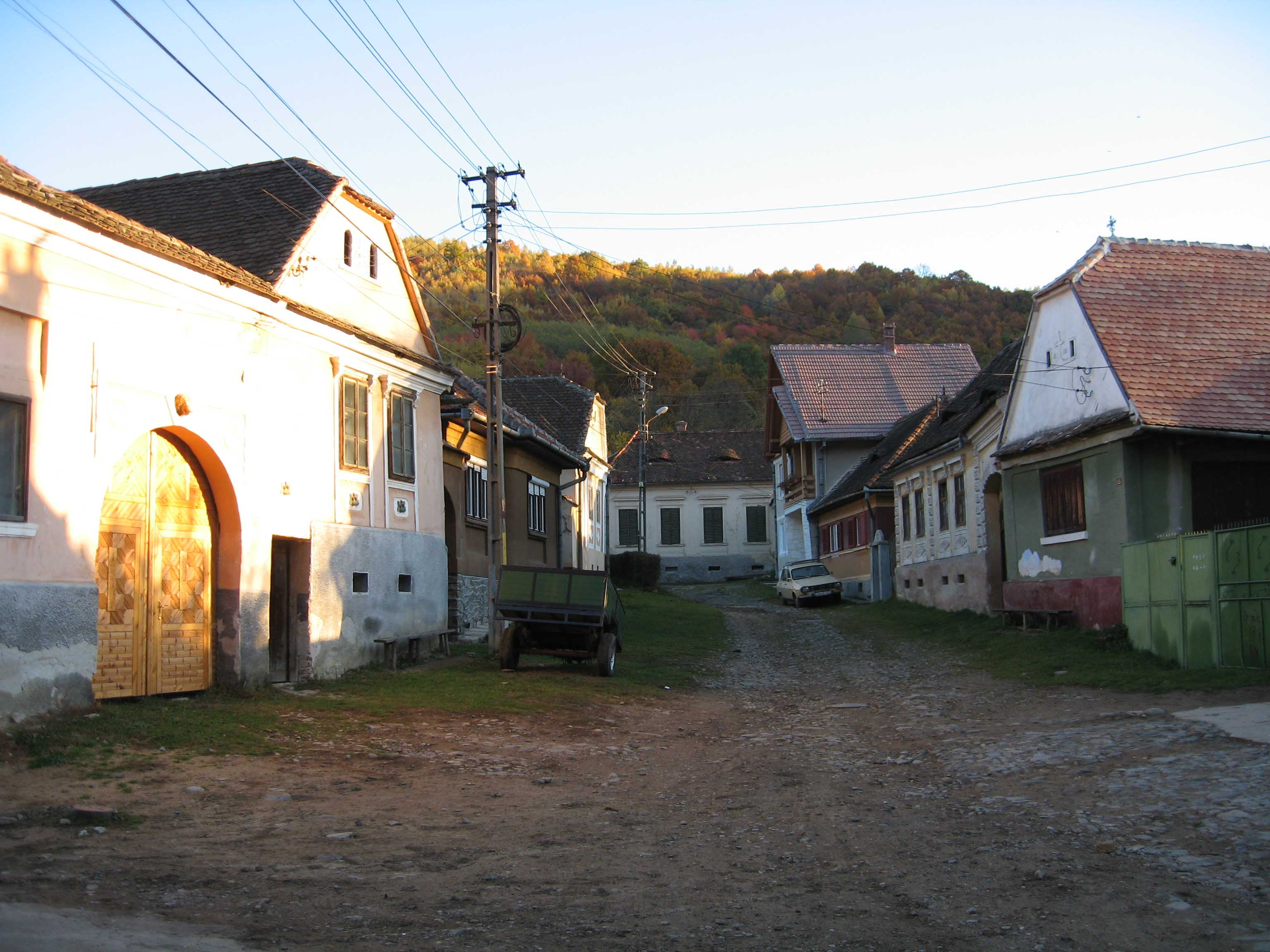
Stradă
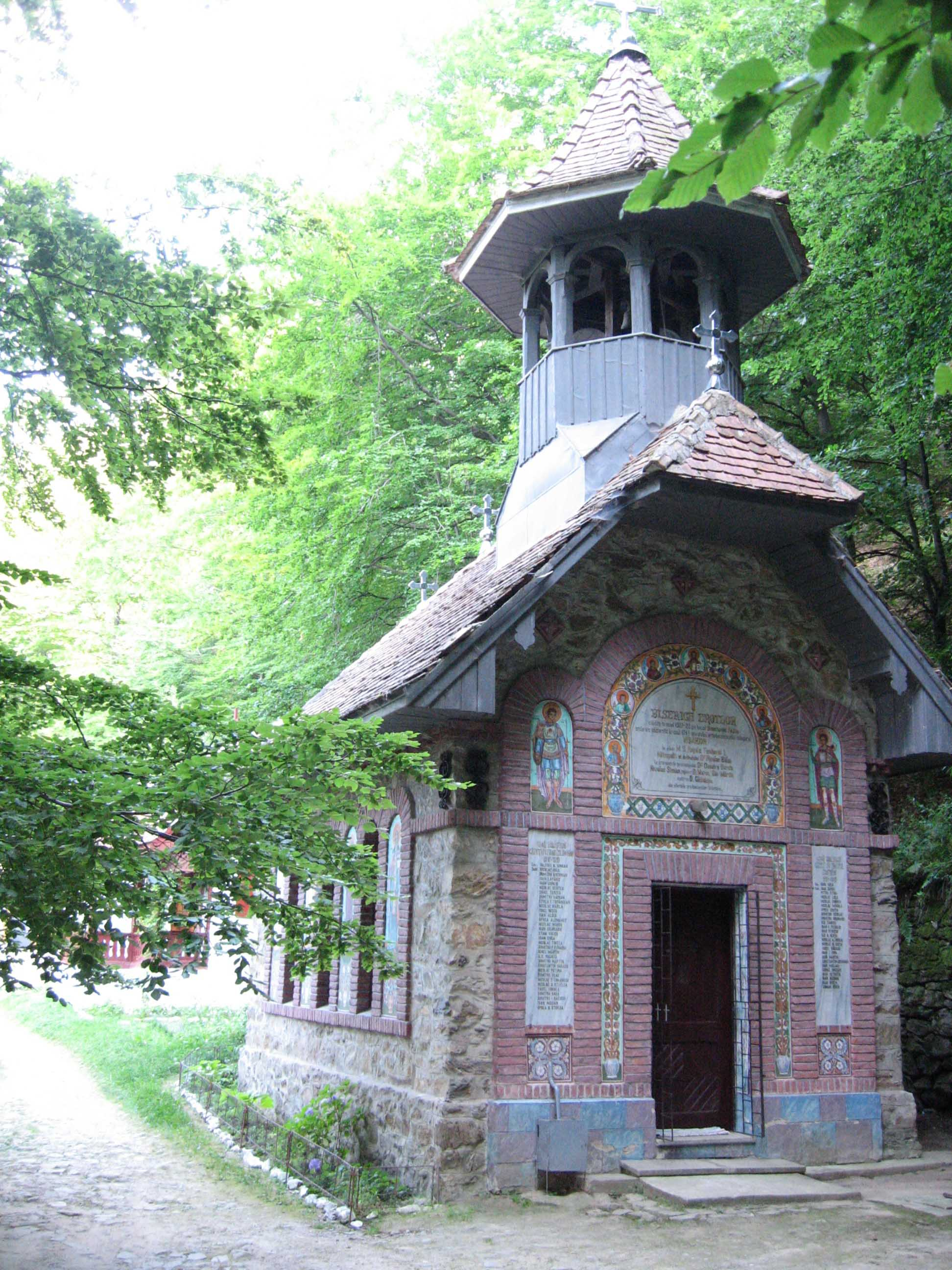
Schitul Foltea
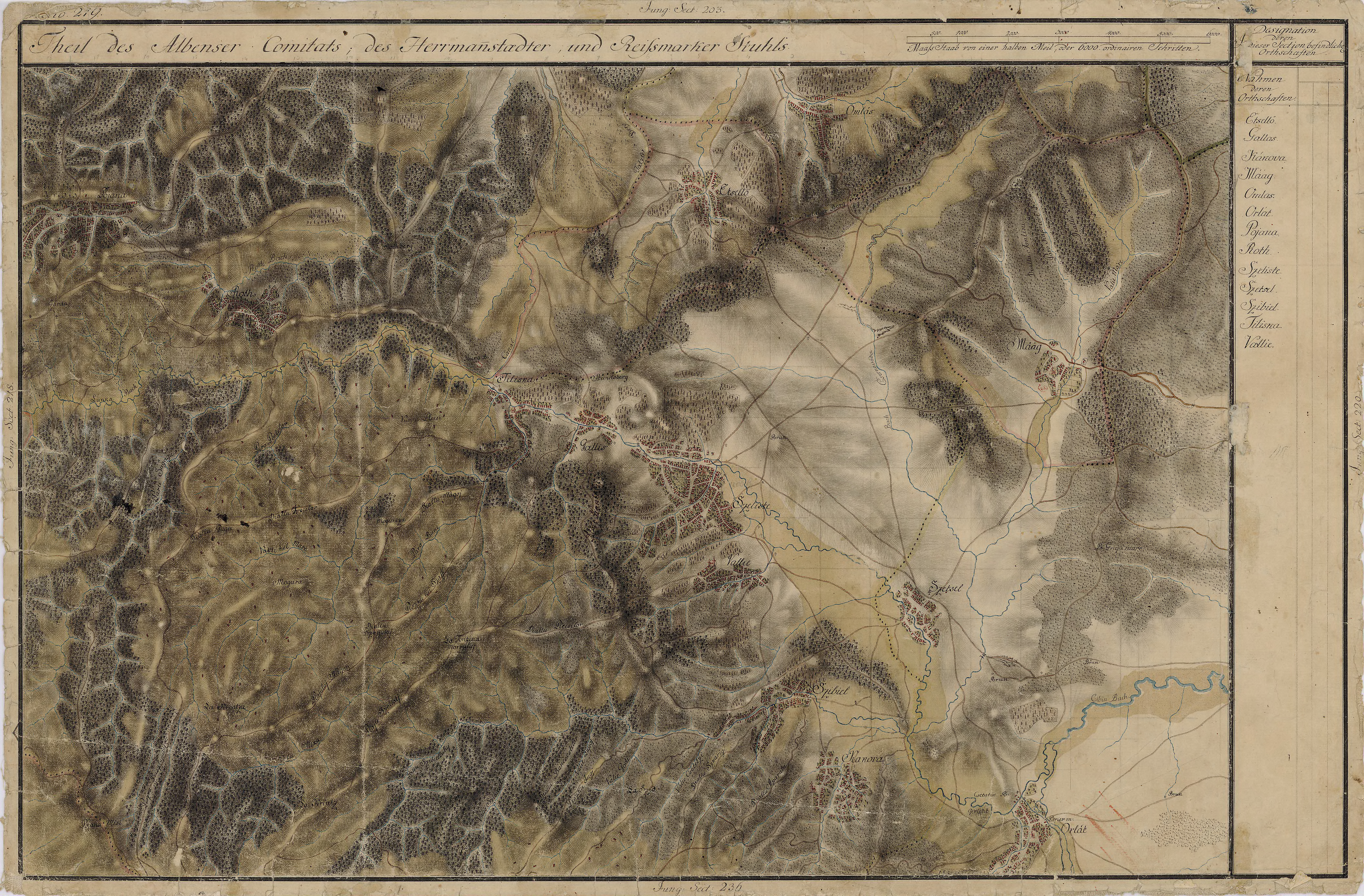
Galeş în Harta Iosefină a Transilvaniei, 1769-1773
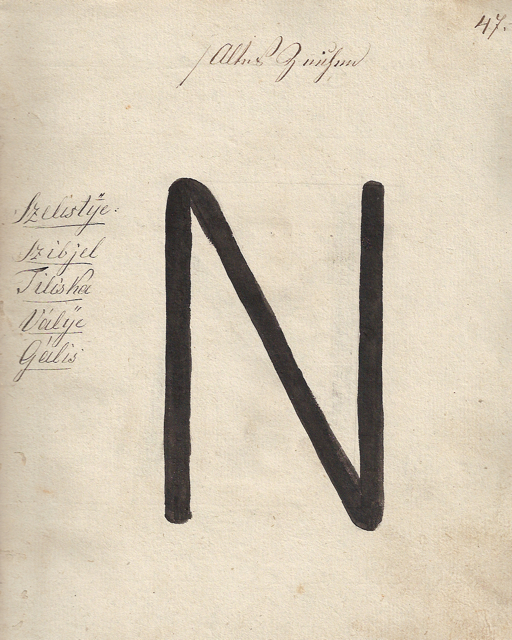
1826 - Danga pentru vitele din Galeş(vechi)
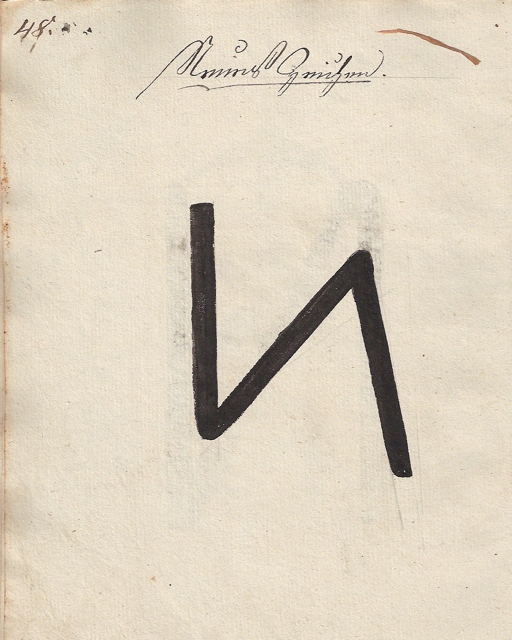
1826 - Danga pentru vitele din Galeş(nou)